# Tournoi du pays de Galles de rugby à sept
Le Tournoi du pays de Galles de rugby à sept (Cardiff sevens) est un tournoi de rugby à sept disputé à Cardiff de 2001 à 2003 et comptant comme une étape du World Rugby Sevens Series durant ces années.

## Historique
Les tournois se déroulent à l'Arms Park de Cardiff.  Le Cardiff sevens est inscrit comme étape du World Rugby Sevens Series sur trois éditions entre 2001 et 2003 ; l'étape est remplacée par l'étape française de Bordeaux en 2004.

## Palmarès
Étapes du World Rugby Sevens Series
| Année     | Stade              | Cup              | Cup     | Cup        | Plate            | Bowl       | Shield         |
| Année     | Stade              | Vainqueur        | Score   | Finaliste  | Vainqueur        | Vainqueur  | Vainqueur      |
| --------- | ------------------ | ---------------- | ------- | ---------- | ---------------- | ---------- | -------------- |
| 2000-2001 | Arms Park, Cardiff | Nouvelle-Zélande | 31 – 5  | Australie  | Fidji            | Angleterre | -              |
| 2001-2002 | Arms Park, Cardiff | Nouvelle-Zélande | 23 – 12 | Angleterre | Afrique du Sud   | Argentine  | Pays de Galles |
| 2002-2003 | Arms Park, Cardiff | Afrique du Sud   | 35 – 17 | Argentine  | Nouvelle-Zélande | Écosse     | Géorgie        |